# AACTA International Award/Bester Hauptdarsteller

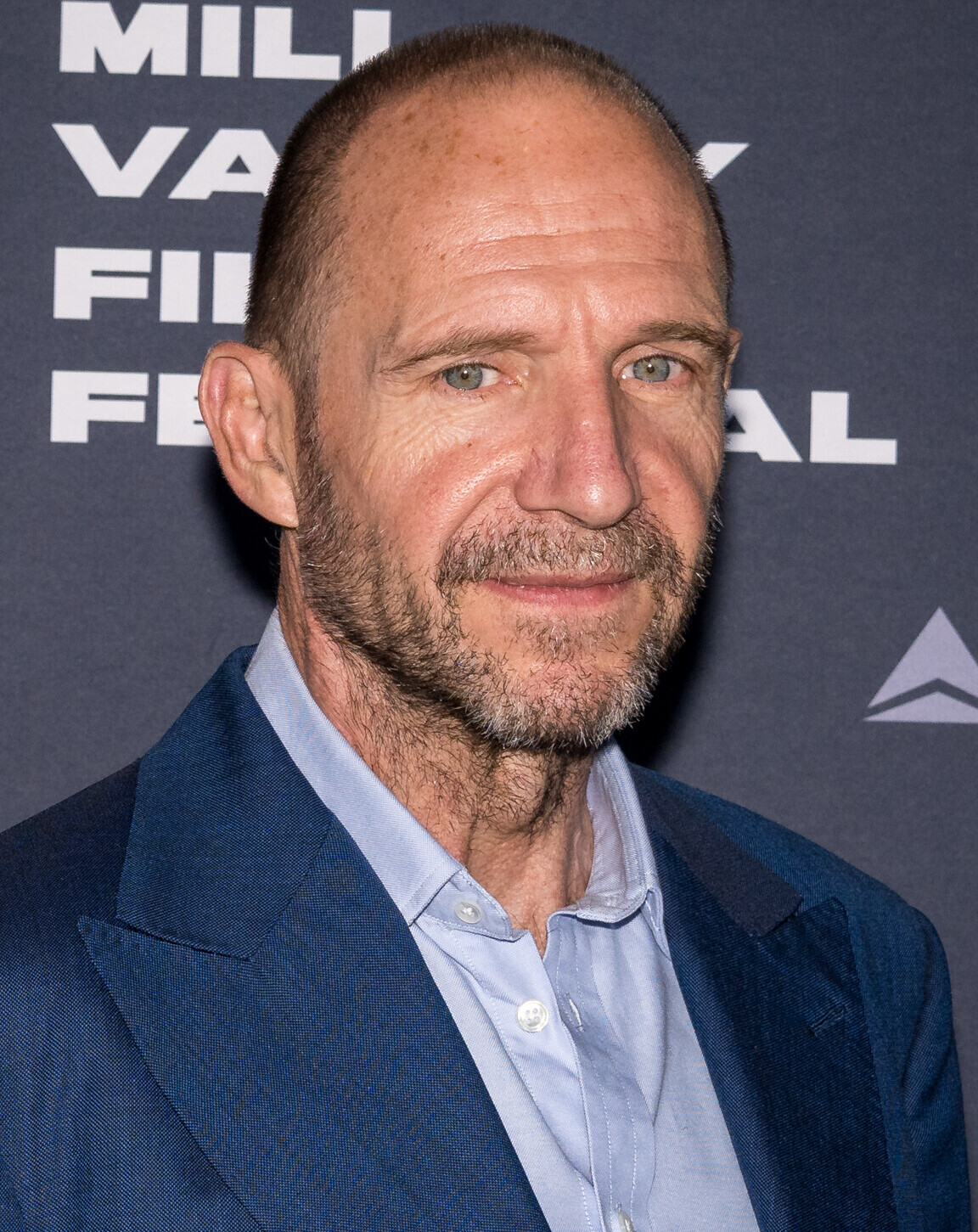
Preisträger 2025: Ralph Fiennes (Konklave)

Der AACTA International Award in der Kategorie Bester Hauptdarsteller (Originalbezeichnung: Best Lead Actor) ist eine der Auszeichnungen, die jährlich in den Vereinigten Staaten von der Australian Academy of Cinema and Television Arts (AACTA) verliehen werden. Mit ihr werden die Hauptdarsteller der besten internationalen Filme des vergangenen Jahres geehrt. Sie ist das Gegenstück zur entsprechenden Kategorie für Hauptdarsteller australischer Filme. Die Kategorie wurde 2012 ins Leben gerufen. Die Gewinner werden in einer geheimen Abstimmung ermittelt.

## Statistik
Die Kategorie Bester Hauptdarsteller wurde zur ersten Verleihung im Januar 2012 geschaffen. Seitdem wurden an 14 verschiedene Schauspieler eine Gesamtanzahl von 14 Preisen in dieser Kategorie verliehen. Der erste Preisträger war Jean Dujardin, der 2012 für seine Rolle als George Valentin in Michel Hazanavicius’ Tragikomödie The Artist ausgezeichnet wurde. Der bisher letzte Preisträger war Ralph Fiennes, der 2025 für seine Rolle als Thomas Lawrence in Edward Bergers Thriller Konklave geehrt wurde.
Mit dem Stand der Verleihung 2025 stimmte der Gewinner dieser Kategorie in bisher sieben Fällen mit dem späteren Oscar-Preisträger überein. Das waren 2012 Jean Dujardin für The Artist, 2013 Daniel Day-Lewis für Lincoln, 2016 Leonardo DiCaprio für The Revenant – Der Rückkehrer, 2017 Casey Affleck für Manchester by the Sea, 2018 Gary Oldman für Die dunkelste Stunde, 2019 Rami Malek für Bohemian Rhapsody und 2024 Cillian Murphy für Oppenheimer.
| Statistik                          | Schauspieler      | Anzahl | Jahre                   |
| ---------------------------------- | ----------------- | ------ | ----------------------- |
| Häufigste Nominierungen (* = Sieg) | Hugh Jackman      | 4      | 2013, 2018, 2019, 2023  |
|                                    | Leonardo DiCaprio | 4      | 2012, 2014, 2016*, 2024 |
| Häufigste Nominierungen ohne Sieg  | Hugh Jackman      | 4      | 2013, 2018, 2019, 2023  |

## Gewinner und Nominierte
Die unten aufgeführten Filme werden mit ihrem deutschen Verleihtitel (sofern ermittelbar) angegeben, danach folgt in Klammern in kursiver Schrift der fremdsprachige Originaltitel. Die Nennung des Originaltitels entfällt, wenn deutscher und fremdsprachiger Filmtitel identisch sind. Die Gewinner stehen hervorgehoben in fetter Schrift an erster Stelle.

### 2012–2020
2012
Jean Dujardin – The Artist
George Clooney – The Descendants – Familie und andere Angelegenheiten (The Descendants)
Leonardo DiCaprio – J. Edgar
Michael Fassbender – Shame
Ryan Gosling – The Ides of March – Tage des Verrats (The Ides of March)
Brad Pitt – Die Kunst zu gewinnen – Moneyball (Moneyball)
2013
Daniel Day-Lewis – Lincoln
Bradley Cooper – Silver Linings (Silver Linings Playbook)
John Hawkes – The Sessions – Wenn Worte berühren (The Sessions)
Hugh Jackman – Les Misérables
Joaquin Phoenix – The Master
Denzel Washington – Flight
2014
Chiwetel Ejiofor – 12 Years a Slave
Christian Bale – American Hustle
Leonardo DiCaprio – The Wolf of Wall Street
Tom Hanks – Captain Phillips
Matthew McConaughey – Dallas Buyers Club
2015
Michael Keaton – Birdman oder (Die unverhoffte Macht der Ahnungslosigkeit) (Birdman or (The Unexpected Virtue of Ignorance))
Steve Carell – Foxcatcher
Benedict Cumberbatch – The Imitation Game – Ein streng geheimes Leben (The Imitation Game)
Jake Gyllenhaal – Nightcrawler – Jede Nacht hat ihren Preis (Nightcrawler)
Eddie Redmayne – Die Entdeckung der Unendlichkeit (The Theory of Everything)
2016
Leonardo DiCaprio – The Revenant – Der Rückkehrer (The Revenant)
Steve Carell – The Big Short
Matt Damon – Der Marsianer – Rettet Mark Watney (The Martian)
Michael Fassbender – Steve Jobs
Eddie Redmayne – The Danish Girl
2017
Casey Affleck – Manchester by the Sea
Joel Edgerton – Loving
Andrew Garfield – Hacksaw Ridge – Die Entscheidung (Hacksaw Ridge)
Ryan Gosling – La La Land
Denzel Washington – Fences
2018
Gary Oldman – Die dunkelste Stunde (Darkest Hour)
Timothée Chalamet – Call Me by Your Name
Daniel Day-Lewis – Der seidene Faden (Phantom Thread)
Hugh Jackman – Logan – The Wolverine (Logan)
Daniel Kaluuya – Get Out
2019
Rami Malek – Bohemian Rhapsody
Christian Bale – Vice – Der zweite Mann (Vice)
Bradley Cooper – A Star Is Born
Hugh Jackman – Der Spitzenkandidat (The Front Runner)
Viggo Mortensen – Green Book – Eine besondere Freundschaft (Green Book)
2020
Adam Driver – Marriage Story
Christian Bale – Le Mans 66 – Gegen jede Chance (Ford v. Ferrari)
Antonio Banderas – Leid und Herrlichkeit (Dolor y gloria)
Robert De Niro – The Irishman
Joaquin Phoenix – Joker

### 2021–2030
2021
Chadwick Boseman (postum) – Ma Rainey’s Black Bottom
Riz Ahmed – Sound of Metal
Adarsh Gourav – Der weiße Tiger (The White Tiger)
Anthony Hopkins – The Father
Gary Oldman – Mank
2022
Benedict Cumberbatch – The Power of the Dog
Andrew Garfield – Tick, Tick… Boom!
Caleb Landry Jones – Nitram
Will Smith – King Richard
Denzel Washington – Macbeth (The Tragedy of Macbeth)
2023
Austin Butler – Elvis
Joel Edgerton – The Stranger
Colin Farrell – The Banshees of Inisherin
Brendan Fraser – The Whale
Hugh Jackman – The Son
2024
Cillian Murphy – Oppenheimer
Bradley Cooper – Maestro
Leonardo DiCaprio – Killers of the Flower Moon
Andrew Scott – All of Us Strangers
Jeffrey Wright – Amerikanische Fiktion (American Fiction)
2025
Ralph Fiennes – Konklave (Conclave)
Adrien Brody – Der Brutalist (The Brutalist)
Daniel Craig – Queer
Jonno Davies – Better Man – Die Robbie Williams Story (Better Man)
Colman Domingo – Sing Sing